# آرمان ماناریان
آرمان کریستاپوری ماناریان (ارمنی: Արման Քրիստափորի Մանարյա؛ زادهٔ ۱۵ دسامبر ۱۹۲۹ - درگذشته ۱۶ فوریه ۲۰۱۶) یک کارگردان فیلم اهل ارمنستان زاده ایران بود. وی دانش‌آموخته کالج دولتی موسیقی رومانوس ملیکیان و کنسرواتوار دولتی کومیتاس ایروان بود.

## زندگی‌نامه
آرمان ماناریان در سال ۱۹۲۹ میلادی (۱۳۰۸ خورشیدی) در تهران متولد گردید. وی تحصیلات خویش را در مدارس «هایکازیان-داوتیان»، «تمدن»، و «فرانکو-پرسان» فرانسوی‌ها به اتمام رساند.
آرمان ماناریان از کودکی علاقه ای خاص به موسیقی داشت و پس از مهاجرت به ارمنستان در سال ۱۹۴۶ تحصیلات عالی خویش را در مدرسهٔ موسیقی ایروان از پی گرفت. وی سپس به مسکو رفت و در مدرسهٔ دولتی سینماتوگرافی این شهر مشغول تحصیل شد.
وی در روز ۱۶ فوریه ۲۰۱۶ در سن ۸۷ سالگی در ایروان درگذشت.

## گزیده فیلم‌شناسی
او در طول فعالیت هنری خویش فیلم‌های سینمایی و تلویزیونی و پویانمایی بسیاری را کارگردانی کرده است که از شاخص‌ترین آنها می‌توان به تژوژیک، کارمند، و رفیق پنجونی اشاره کرد.